# Llista de topònims de Sant Pere de Vilamajor
Llista de topònims (noms propis de lloc) del municipi de Sant Pere de Vilamajor, al Vallès Oriental
Informació actualitzada per un bot. Els canvis manuals es perdran quan s'actualitzi!

## edifici
| imatge | Nom                 | Ubicat a               | instància de | Detalls                     | coordenades | Protecció                                  | Commons (més fotos)                | Dades a WD                    |
| ------ | ------------------- | ---------------------- | ------------ | --------------------------- | --- | ------------------------------------------ | ---------------------------------- | ----------------------------- |
|        | Mongia de Vilamajor | Sant Pere de Vilamajor | edifici      |                             | 41° 41′ 03″ N, 2° 23′ 17″ E / 41.6842°N,2.38801°E                                                              |                                            | La Mongia (Sant Pere de Vilamajor) | Modifica les dades a Wikidata |
|        | Torre Negra         | Sant Pere de Vilamajor | edifici      |                             | 41° 41′ 03″ N, 2° 23′ 15″ E / 41.68418°N,2.38738°E                                                             | bé cultural d'interès local                |                                    | Modifica les dades a Wikidata |
|        | la Rectoria         | Sant Pere de Vilamajor | edifici      | Estil: arquitectura popular | 41° 40′ 59″ N, 2° 23′ 19″ E / 41.683135°N,2.388695°E ca:Av. Quatre Camins, s/n, 08458, Sant Pere de Vilamajor. | bé integrant del patrimoni cultural català | Rectoria de Sant Pere de Vilamajor | Modifica les dades a Wikidata |

## entitat singular de població
| imatge | Nom                         | Ubicat a               | instància de                                                                   | Detalls  | coordenades                                                           | Protecció | Commons (més fotos) | Dades a WD                    |
| ------ | --------------------------- | ---------------------- | ------------------------------------------------------------------------------ | -------- | --------------------------------------------------------------------- | --------- | ------------------- | ----------------------------- |
|        | Boscassos i Vallserena, els | Sant Pere de Vilamajor | entitat singular de població                                                   | 2047 hab | 41° 41′ 42″ N, 2° 24′ 36″ E / 41.6951267°N,2.40988312°E 334 msnm      |           |                     | Modifica les dades a Wikidata |
|        | Brugueres                   | Sant Pere de Vilamajor | entitat singular de població                                                   | 26 hab   | 41° 41′ 17″ N, 2° 21′ 59″ E / 41.68792222°N,2.36631944°E 339 msnm     |           |                     | Modifica les dades a Wikidata |
|        | Sant Pere de Vilamajor      | Sant Pere de Vilamajor | entitat singular de població capital municipal ens local històric de Catalunya | 696 hab  | 41° 41′ 01″ N, 2° 23′ 26″ E / 41.68357746°N,2.39042786°E 290 msnm     |           |                     | Modifica les dades a Wikidata |
|        | Santa Susanna               | Sant Pere de Vilamajor | entitat singular de població ens local històric de Catalunya                   | 44 hab   | 41° 44′ 27″ N, 2° 23′ 11″ E / 41.7409121°N,2.38641172°E 900 msnm      |           |                     | Modifica les dades a Wikidata |
|        | el Bruguer                  | Sant Pere de Vilamajor | entitat singular de població                                                   | 1554 hab | 41° 40′ 28″ N, 2° 22′ 22″ E / 41.67438611°N,2.37282222°E 227.3 msnm   |           |                     | Modifica les dades a Wikidata |
|        | el Pla                      | Sant Pere de Vilamajor | entitat singular de població                                                   | 418 hab  | 41° 41′ 19″ N, 2° 23′ 27″ E / 41.68873997°N,2.39071568°E 308 msnm     |           |                     | Modifica les dades a Wikidata |
|        | el Sot de l'Om              | Sant Pere de Vilamajor | entitat singular de població                                                   | 23 hab   | 41° 42′ 02″ N, 2° 24′ 01″ E / 41.70049222°N,2.4002775°E 349 msnm      |           |                     | Modifica les dades a Wikidata |
|        | veïnat de Canyes            | Sant Pere de Vilamajor | entitat singular de població                                                   | 115 hab  | 41° 42′ 36″ N, 2° 23′ 01″ E / 41.71007778°N,2.38356111°E 315.388 msnm |           |                     | Modifica les dades a Wikidata |

## església
| imatge | Nom                                  | Ubicat a               | instància de                 | Detalls                                                                            | coordenades | Protecció                                  | Commons (més fotos)                 | Dades a WD                    |
| ------ | ------------------------------------ | ---------------------- | ---------------------------- | ---------------------------------------------------------------------------------- | --- | ------------------------------------------ | ----------------------------------- | ----------------------------- |
|        | Sant Elies de Vilamajor              | Sant Pere de Vilamajor | església                     | Estil: arquitectura popular                                                        | 41° 43′ 52″ N, 2° 22′ 46″ E / 41.7311°N,2.37947°E ca:Turó de Sant Elies                                                             | bé cultural d'interès local                | Sant Elies (Sant Pere de Vilamajor) | Modifica les dades a Wikidata |
|        | Sant Joan de Cavallar                | Sant Pere de Vilamajor | església ermita              |                                                                                    | 41° 43′ 04″ N, 2° 23′ 26″ E / 41.7178°N,2.39052°E ca:Masia de Can Nadal                                                             |                                            | Sant Joan de Cavallar               | Modifica les dades a Wikidata |
|        | Sant Josep de Sant Pere de Vilamajor | Sant Pere de Vilamajor | església                     | Estil: arquitectura popular                                                        | 41° 41′ 54″ N, 2° 23′ 13″ E / 41.69824°N,2.387068°E                                                                                 | bé integrant del patrimoni cultural català |                                     | Modifica les dades a Wikidata |
|        | Santa Susanna de Vilamajor           | Sant Pere de Vilamajor | església església parroquial | Estil: gòtic flamíger 1683                                                         | 41° 44′ 31″ N, 2° 23′ 33″ E / 41.74202778°N,2.39263611°E ca:Veïnat de Santa Susanna                                                 | bé cultural d'interès local                | Santa Susanna de Vilamajor          | Modifica les dades a Wikidata |
|        | església de Sant Pere de Vilamajor   | Sant Pere de Vilamajor | església església parroquial | Estil: arquitectura romànica gòtic tardà arquitectura del Renaixement 16th century | 41° 41′ 03″ N, 2° 23′ 17″ E / 41.6842°N,2.38801°E ca:Església de Sant Pere. Plaça de l'Església s/n, 08458, Sant Pere de Vilamajor. | bé cultural d'interès local                | Església de Sant Pere de Vilamajor  | Modifica les dades a Wikidata |

## granja
| imatge | Nom                  | Ubicat a               | instància de | Detalls | coordenades                                                         | Protecció | Commons (més fotos) | Dades a WD                    |
| ------ | -------------------- | ---------------------- | ------------ | ------- | ------------------------------------------------------------------- | --------- | ------------------- | ----------------------------- |
|        | Granges Els Segadors | Sant Pere de Vilamajor | granja       |         | 41° 40′ 50″ N, 2° 24′ 28″ E / 41.6806816275876°N,2.40788565818113°E |           |                     | Modifica les dades a Wikidata |
|        | Granges Mas Blanc    | Sant Pere de Vilamajor | granja       |         | 41° 40′ 48″ N, 2° 24′ 20″ E / 41.6799665151548°N,2.40545324252657°E |           |                     | Modifica les dades a Wikidata |

## indret
| imatge | Nom               | Ubicat a               | instància de | Detalls | coordenades                                                           | Protecció | Commons (més fotos) | Dades a WD                    |
| ------ | ----------------- | ---------------------- | ------------ | ------- | --------------------------------------------------------------------- | --------- | ------------------- | ----------------------------- |
|        | Baga del Cortès   | Sant Pere de Vilamajor | indret obaga |         | 41° 43′ 27″ N, 2° 22′ 11″ E / 41.724268°N,2.369672°E veïnat de Canyes |           | Baga del Cortès     | Modifica les dades a Wikidata |
|        | fageda del Samont | Sant Pere de Vilamajor | indret bosc  |         | 41° 45′ 23″ N, 2° 22′ 16″ E / 41.75639°N,2.3712°E                     |           |                     | Modifica les dades a Wikidata |

## masia
| imatge | Nom                       | Ubicat a                             | instància de      | Detalls                                              | coordenades | Protecció                                  | Commons (més fotos)                            | Dades a WD                    |
| ------ | ------------------------- | ------------------------------------ | ----------------- | ---------------------------------------------------- | --- | ------------------------------------------ | ---------------------------------------------- | ----------------------------- |
|        | Ca l'Aleix                | Sant Pere de Vilamajor               | masia             |                                                      | 41° 41′ 07″ N, 2° 22′ 33″ E / 41.6852953203981°N,2.37592986250433°E ca:Veïnat de les Brugueres                                                            |                                            |                                                | Modifica les dades a Wikidata |
|        | Ca l'Auladell             | Sant Pere de Vilamajor               | masia             |                                                      | 41° 40′ 53″ N, 2° 22′ 05″ E / 41.681422837216°N,2.3681002991454°E                                                                                         |                                            |                                                | Modifica les dades a Wikidata |
|        | Ca la Laia                | Sant Pere de Vilamajor               | masia             | 18th century                                         | 41° 40′ 54″ N, 2° 23′ 23″ E / 41.6816405738201°N,2.38974631455978°E ca:Veïnat del Pla                                                                     |                                            |                                                | Modifica les dades a Wikidata |
|        | Ca la Seca                | Sant Pere de Vilamajor               | masia             |                                                      | 41° 41′ 46″ N, 2° 22′ 18″ E / 41.6960891518478°N,2.37158330473431°E                                                                                       |                                            |                                                | Modifica les dades a Wikidata |
|        | Cal Ferrer de Dalt        | Sant Pere de Vilamajor               | masia             | 17th century                                         | 41° 41′ 03″ N, 2° 23′ 16″ E / 41.684064°N,2.387783°E ca:Pge. de l'Església, 2 305 msnm                                                                    | bé cultural d'interès local                | Cal Ferrer de Dalt (Sant Pere de Vilamajor)    | Modifica les dades a Wikidata |
|        | Cal Fiveller              | Sant Pere de Vilamajor               | masia             |                                                      | 41° 45′ 13″ N, 2° 23′ 23″ E / 41.7536242582932°N,2.38961824743881°E                                                                                       |                                            |                                                | Modifica les dades a Wikidata |
|        | Cal Gorro                 | Sant Pere de Vilamajor               | masia             | 18th century                                         | 41° 41′ 04″ N, 2° 23′ 17″ E / 41.684425°N,2.38797°E ca:C. de Brugueres, 8-10 305 msnm                                                                     | bé cultural d'interès local                | Cal Gorro                                      | Modifica les dades a Wikidata |
|        | Cal Marquesó              | Sant Pere de Vilamajor               | masia             |                                                      | 41° 41′ 47″ N, 2° 24′ 15″ E / 41.6964344907502°N,2.40429211100422°E                                                                                       |                                            |                                                | Modifica les dades a Wikidata |
|        | Cal Nen                   | Sant Pere de Vilamajor               | masia             |                                                      | 41° 42′ 04″ N, 2° 23′ 56″ E / 41.701153085527°N,2.39888827706422°E                                                                                        |                                            |                                                | Modifica les dades a Wikidata |
|        | Cal Rectoret              | Sant Pere de Vilamajor               | masia             |                                                      | 41° 40′ 25″ N, 2° 22′ 03″ E / 41.6737285501941°N,2.36739190971989°E                                                                                       |                                            |                                                | Modifica les dades a Wikidata |
|        | Cal Tard                  | Sant Pere de Vilamajor               | masia             |                                                      | 41° 44′ 54″ N, 2° 23′ 52″ E / 41.7482268239422°N,2.39772770395143°E                                                                                       |                                            |                                                | Modifica les dades a Wikidata |
|        | Cal Vacota                | Sant Pere de Vilamajor               | masia             |                                                      | 41° 42′ 03″ N, 2° 24′ 00″ E / 41.7007176635413°N,2.40002207085434°E                                                                                       |                                            |                                                | Modifica les dades a Wikidata |
|        | Can Bacs                  | Sant Pere de Vilamajor               | masia             | 14th century                                         | 41° 40′ 50″ N, 2° 22′ 48″ E / 41.680457°N,2.379977°E ca:Veïnat de les Brugueres 288 msnm                                                                  |                                            | Can Bacs (Sant Pere de Vilamajor)              | Modifica les dades a Wikidata |
|        | Can Bertran               | Sant Pere de Vilamajor               | masia             |                                                      | 41° 44′ 34″ N, 2° 23′ 58″ E / 41.7427420053268°N,2.3995348059451°E                                                                                        |                                            |                                                | Modifica les dades a Wikidata |
|        | Can Besa de Santa Susanna | Sant Pere de Vilamajor               | masia             | 17th century                                         | 41° 45′ 33″ N, 2° 22′ 55″ E / 41.7590417728661°N,2.3820004391656°E ca:Veïnat de Santa Susanna                                                             | bé cultural d'interès local                |                                                | Modifica les dades a Wikidata |
|        | Can Bessa                 | Sant Pere de Vilamajor               | masia             |                                                      | 41° 41′ 07″ N, 2° 23′ 17″ E / 41.685156°N,2.388046°E 306 msnm                                                                                             |                                            | Can Bessa                                      | Modifica les dades a Wikidata |
|        | Can Bruguera              | Sant Pere de Vilamajor               | masia             | 13rd century                                         | 41° 41′ 19″ N, 2° 22′ 42″ E / 41.688632634976°N,2.37845706878189°E ca:Veïnat de les Brugueres                                                             |                                            |                                                | Modifica les dades a Wikidata |
|        | Can Cabreta               | Sant Pere de Vilamajor               | masia             |                                                      | 41° 44′ 25″ N, 2° 23′ 36″ E / 41.7404030928317°N,2.39323097609829°E                                                                                       |                                            |                                                | Modifica les dades a Wikidata |
|        | Can Campillo              | Sant Pere de Vilamajor               | masia             |                                                      | 41° 41′ 31″ N, 2° 25′ 07″ E / 41.6919679341045°N,2.41854928116999°E                                                                                       |                                            |                                                | Modifica les dades a Wikidata |
|        | Can Canal                 | Sant Pere de Vilamajor               | masia             | 13rd century                                         | 41° 41′ 14″ N, 2° 23′ 19″ E / 41.687197°N,2.388712°E ca:Veïnat del Pla. C/ de can Llobera, s/n, 08458, Sant Pere de Vilamajor. 302 msnm                   |                                            | Can Canal (Sant Pere de Vilamajor)             | Modifica les dades a Wikidata |
|        | Can Castellar             | Sant Pere de Vilamajor               | masia             | 15th century                                         | 41° 40′ 23″ N, 2° 23′ 03″ E / 41.672963806207°N,2.3841339600715°E ca:Veïnat del Bruguer 367 msnm                                                          |                                            | Can Castellar (Sant Pere de Vilamajor)         | Modifica les dades a Wikidata |
|        | Can Clavell               | Sant Pere de Vilamajor               | masia             | 16th century                                         | 41° 40′ 44″ N, 2° 23′ 27″ E / 41.678995°N,2.390876111111111°E ca:Camí entre el km 45-46 de la BP-5107 290 msnm                                            | bé cultural d'interès local                | Can Clavell (Sant Pere de Vilamajor)           | Modifica les dades a Wikidata |
|        | Can Cortina               | Sant Pere de Vilamajor               | masia             |                                                      | 41° 42′ 29″ N, 2° 22′ 59″ E / 41.7080135594179°N,2.38304230584889°E                                                                                       |                                            |                                                | Modifica les dades a Wikidata |
|        | Can Derrocada             | Sant Pere de Vilamajor               | masia casa pairal | Estil: arquitectura popular 17th century             | 41° 40′ 54″ N, 2° 23′ 49″ E / 41.681558°N,2.396833°E ca:Av. de Sant Nonet / Nou                                                                           | bé cultural d'interès local                | Can Derrocada                                  | Modifica les dades a Wikidata |
|        | Can Feló                  | Sant Pere de Vilamajor               | masia             |                                                      | 41° 41′ 09″ N, 2° 24′ 17″ E / 41.6858630301792°N,2.40484623556219°E                                                                                       |                                            |                                                | Modifica les dades a Wikidata |
|        | Can Foior                 | Sant Pere de Vilamajor               | masia             |                                                      | 41° 41′ 10″ N, 2° 22′ 55″ E / 41.6861928099879°N,2.38200117768433°E                                                                                       |                                            |                                                | Modifica les dades a Wikidata |
|        | Can Fou                   | Sant Pere de Vilamajor               | masia             |                                                      | 41° 41′ 13″ N, 2° 23′ 12″ E / 41.6868399478066°N,2.38678933229101°E                                                                                       |                                            |                                                | Modifica les dades a Wikidata |
|        | Can Gol Nou               | Sant Pere de Vilamajor               | masia             |                                                      | 41° 41′ 07″ N, 2° 24′ 10″ E / 41.6853930941414°N,2.4028079067816°E                                                                                        |                                            |                                                | Modifica les dades a Wikidata |
|        | Can Gol del Bosc          | Sant Pere de Vilamajor               | masia             |                                                      | 41° 41′ 20″ N, 2° 24′ 06″ E / 41.688808143433°N,2.4016732777241°E                                                                                         |                                            |                                                | Modifica les dades a Wikidata |
|        | Can Gomà                  | Sant Pere de Vilamajor               | masia             |                                                      | 41° 41′ 02″ N, 2° 23′ 11″ E / 41.6840002250493°N,2.38632366540335°E                                                                                       |                                            |                                                | Modifica les dades a Wikidata |
|        | Can Gras d'Amunt          | Sant Pere de Vilamajor               | masia             | 16th century                                         | 41° 42′ 05″ N, 2° 23′ 05″ E / 41.7014836520845°N,2.38476329989984°E ca:Veïnat de Canyes 365 msnm                                                          |                                            | Can Gras d'Amunt                               | Modifica les dades a Wikidata |
|        | Can Gras d'Avall          | Sant Pere de Vilamajor               | masia             | 16th century                                         | 41° 41′ 55″ N, 2° 23′ 04″ E / 41.698735°N,2.384449°E ca:Veïnat de Canyes                                                                                  | bé cultural d'interès local                |                                                | Modifica les dades a Wikidata |
|        | Can Grau                  | Sant Pere de Vilamajor               | masia             | 18th century                                         | 41° 41′ 04″ N, 2° 23′ 16″ E / 41.684493°N,2.387728°E ca:C. de Brugueres, 4 308 msnm                                                                       | bé cultural d'interès local                | Can Grau (Sant Pere de Vilamajor)              | Modifica les dades a Wikidata |
|        | Can Grill                 | Sant Pere de Vilamajor               | masia             |                                                      | 41° 40′ 32″ N, 2° 22′ 05″ E / 41.6756232470976°N,2.36797404729766°E                                                                                       |                                            |                                                | Modifica les dades a Wikidata |
|        | Can Jaume Roca            | Sant Pere de Vilamajor               | masia             |                                                      | 41° 44′ 54″ N, 2° 23′ 42″ E / 41.7483019133259°N,2.39487651604338°E                                                                                       |                                            |                                                | Modifica les dades a Wikidata |
|        | Can Jeroni                | Sant Pere de Vilamajor               | masia             |                                                      | 41° 41′ 25″ N, 2° 22′ 43″ E / 41.6903536151893°N,2.37857268487989°E                                                                                       |                                            |                                                | Modifica les dades a Wikidata |
|        | Can Lip                   | Sant Pere de Vilamajor               | masia             |                                                      | 41° 40′ 57″ N, 2° 22′ 16″ E / 41.6825031692396°N,2.37098259159645°E                                                                                       |                                            |                                                | Modifica les dades a Wikidata |
|        | Can Liret                 | Sant Pere de Vilamajor               | masia             |                                                      | 41° 41′ 29″ N, 2° 22′ 41″ E / 41.6914050501658°N,2.37812996200206°E                                                                                       |                                            |                                                | Modifica les dades a Wikidata |
|        | Can Liró                  | Sant Pere de Vilamajor               | masia             |                                                      | 41° 41′ 20″ N, 2° 23′ 07″ E / 41.6890030384463°N,2.38536288219486°E                                                                                       |                                            |                                                | Modifica les dades a Wikidata |
|        | Can Llinars               | Sant Pere de Vilamajor               | masia             | Estil: arquitectura popular 18th century             | 41° 41′ 33″ N, 2° 23′ 12″ E / 41.692371°N,2.386751°E ca:Camí de l'Ermita de Sant Elies                                                                    | bé cultural d'interès local                | Can Llinars                                    | Modifica les dades a Wikidata |
|        | Can Llobera               | Sant Pere de Vilamajor               | masia             | 18th century                                         | 41° 41′ 18″ N, 2° 23′ 34″ E / 41.688206111111114°N,2.3928580555555556°E ca:Veïnat del Pla. C/ de can Llobera s/n, 08458, Sant Pere de Vilamajor. 300 msnm | bé cultural d'interès local                | Can Llobera (Sant Pere de Vilamajor)           | Modifica les dades a Wikidata |
|        | Can Llop                  | Sant Pere de Vilamajor               | masia             |                                                      | 41° 40′ 39″ N, 2° 23′ 43″ E / 41.6776261712331°N,2.39538285601876°E                                                                                       |                                            |                                                | Modifica les dades a Wikidata |
|        | Can López                 | Sant Pere de Vilamajor               | masia             |                                                      | 41° 41′ 01″ N, 2° 23′ 11″ E / 41.6837477181304°N,2.38626598807498°E                                                                                       |                                            |                                                | Modifica les dades a Wikidata |
|        | Can Masgoret              | Sant Pere de Vilamajor               | masia             |                                                      | 41° 41′ 14″ N, 2° 23′ 33″ E / 41.6871591064022°N,2.39261404693377°E                                                                                       |                                            |                                                | Modifica les dades a Wikidata |
|        | Can Messeguer             | Sant Pere de Vilamajor               | masia             | 17th century                                         | 41° 40′ 48″ N, 2° 23′ 36″ E / 41.6799488333655°N,2.3934507890843°E ca:Veïnat del Pla                                                                      |                                            |                                                | Modifica les dades a Wikidata |
|        | Can Mets Bacs             | Sant Pere de Vilamajor               | masia             |                                                      | 41° 40′ 53″ N, 2° 22′ 50″ E / 41.6813393470475°N,2.38058180279627°E                                                                                       |                                            |                                                | Modifica les dades a Wikidata |
|        | Can Mongol                | Sant Pere de Vilamajor               | masia             |                                                      | 41° 42′ 39″ N, 2° 23′ 01″ E / 41.7108267153796°N,2.38359238521072°E ca:Veïnat de Canyes                                                                   |                                            |                                                | Modifica les dades a Wikidata |
|        | Can Nadal                 | Sant Pere de Vilamajor               | masia             |                                                      | 41° 43′ 04″ N, 2° 23′ 27″ E / 41.7178°N,2.39089°E ca:Veïnat de Muntanya. Refugis del Montseny                                                             | bé cultural d'interès local                | Can Nadal                                      | Modifica les dades a Wikidata |
|        | Can Nadal de Baix         | Sant Pere de Vilamajor               | masia             |                                                      | 41° 42′ 11″ N, 2° 24′ 28″ E / 41.7031811573367°N,2.40784754846059°E                                                                                       |                                            |                                                | Modifica les dades a Wikidata |
|        | Can Panxa                 | Sant Pere de Vilamajor               | masia             |                                                      | 41° 41′ 51″ N, 2° 22′ 58″ E / 41.6973831755843°N,2.38266320122273°E                                                                                       |                                            |                                                | Modifica les dades a Wikidata |
|        | Can Parera de Canyes      | Sant Pere de Vilamajor               | masia             | Estil: gòtic flamíger                                | 41° 42′ 37″ N, 2° 23′ 02″ E / 41.7101803025983°N,2.38398320875077°E ca:Barri de Canyes                                                                    | bé cultural d'interès local                | Can Parera de Canyes                           | Modifica les dades a Wikidata |
|        | Can Pau Brugueres         | Sant Pere de Vilamajor               | masia             |                                                      | 41° 41′ 36″ N, 2° 22′ 37″ E / 41.6934068872913°N,2.37688493304231°E 366 msnm                                                                              |                                            | Can Pau Brugueres                              | Modifica les dades a Wikidata |
|        | Can Pau Filbà             | Sant Pere de Vilamajor               | masia             | 18th century                                         | 41° 41′ 59″ N, 2° 23′ 00″ E / 41.699612°N,2.383392°E ca:Veïnat de Canyes                                                                                  | bé cultural d'interès local                |                                                | Modifica les dades a Wikidata |
|        | Can Pau Nadal             | Sant Pere de Vilamajor               | masia             |                                                      | 41° 41′ 23″ N, 2° 23′ 25″ E / 41.6896872116101°N,2.39036722504755°E ca:Veïnat del Pla, disseminat.                                                        |                                            |                                                | Modifica les dades a Wikidata |
|        | Can Païrana               | Sant Pere de Vilamajor               | masia             |                                                      | 41° 42′ 37″ N, 2° 23′ 20″ E / 41.7102959772865°N,2.38877819492908°E                                                                                       |                                            |                                                | Modifica les dades a Wikidata |
|        | Can Pep                   | Sant Pere de Vilamajor               | masia             |                                                      | 41° 41′ 26″ N, 2° 23′ 23″ E / 41.6906027644903°N,2.38976976679409°E                                                                                       |                                            |                                                | Modifica les dades a Wikidata |
|        | Can Perera de Brugueres   | Sant Pere de Vilamajor               | masia             | 13rd century                                         | 41° 41′ 13″ N, 2° 22′ 39″ E / 41.6868793657044°N,2.37736848003752°E ca:Veïnat de les Brugueres 325 msnm                                                   |                                            | Can Perera de Brugueres                        | Modifica les dades a Wikidata |
|        | Can Peualt                | Sant Pere de Vilamajor               | masia             |                                                      | 41° 41′ 44″ N, 2° 25′ 00″ E / 41.6955876394043°N,2.41654580283682°E                                                                                       |                                            |                                                | Modifica les dades a Wikidata |
|        | Can Plana                 | Sant Pere de Vilamajor               | masia             |                                                      | 41° 44′ 14″ N, 2° 23′ 53″ E / 41.7371413062096°N,2.39813191985181°E                                                                                       |                                            |                                                | Modifica les dades a Wikidata |
|        | Can Planell               | Sant Pere de Vilamajor               | masia             | Estil: gòtic tardà arquitectura popular 16th century | 41° 42′ 55″ N, 2° 23′ 09″ E / 41.715262°N,2.385945°E ca:A la vora de la urbanització de Refugis del Montseny 581 msnm                                     | bé cultural d'interès local                | Can Planell (Sant Pere de Vilamajor)           | Modifica les dades a Wikidata |
|        | Can Prat                  | Sant Pere de Vilamajor               | masia             |                                                      | 41° 41′ 36″ N, 2° 21′ 56″ E / 41.6932814443274°N,2.36548191168697°E                                                                                       |                                            |                                                | Modifica les dades a Wikidata |
|        | Can Prat dels Boscassos   | Sant Pere de Vilamajor               | masia             | 17th century                                         | 41° 40′ 40″ N, 2° 24′ 43″ E / 41.67766°N,2.4119°E ca:Veïnat dels Boscassos. Plaça de l'Hostal, s/n (Urb. Can Vila), 08458, Sant Pere de Vilamajor.        |                                            |                                                | Modifica les dades a Wikidata |
|        | Can Pruna                 | Sant Pere de Vilamajor               | masia             |                                                      | 41° 40′ 49″ N, 2° 21′ 59″ E / 41.680316767627°N,2.36648636033566°E                                                                                        |                                            |                                                | Modifica les dades a Wikidata |
|        | Can Puig                  | Sant Pere de Vilamajor               | masia             |                                                      | 41° 40′ 29″ N, 2° 22′ 06″ E / 41.6745899280391°N,2.36842866056446°E                                                                                       |                                            |                                                | Modifica les dades a Wikidata |
|        | Can Pujades               | Sant Pere de Vilamajor               | masia             | 18th century                                         | 41° 41′ 53″ N, 2° 23′ 11″ E / 41.6981681769855°N,2.38628513518819°E ca:Veïnat de Canyes                                                                   |                                            |                                                | Modifica les dades a Wikidata |
|        | Can Quico Ribalta         | Sant Pere de Vilamajor               | masia             |                                                      | 41° 41′ 19″ N, 2° 24′ 55″ E / 41.6885111641592°N,2.41538409217314°E                                                                                       |                                            |                                                | Modifica les dades a Wikidata |
|        | Can Ram                   | Sant Pere de Vilamajor               | masia             | 17th century                                         | 41° 40′ 46″ N, 2° 25′ 21″ E / 41.67942°N,2.42239°E ca:Urbanització can Ram                                                                                |                                            |                                                | Modifica les dades a Wikidata |
|        | Can Ramonet               | Sant Pere de Vilamajor               | masia             | 18th century                                         | 41° 44′ 31″ N, 2° 23′ 36″ E / 41.7419071898507°N,2.39321681615975°E ca:Veïnat de Santa Susanna                                                            |                                            |                                                | Modifica les dades a Wikidata |
|        | Can Riberetes Nou         | Sant Pere de Vilamajor               | masia             |                                                      | 41° 40′ 35″ N, 2° 22′ 09″ E / 41.6764132261279°N,2.36913167306131°E                                                                                       |                                            |                                                | Modifica les dades a Wikidata |
|        | Can Ribetes               | Sant Pere de Vilamajor               | masia             | 17th century                                         | 41° 40′ 44″ N, 2° 22′ 04″ E / 41.6790268267382°N,2.36777254351389°E ca:Veïnat del Bruguer                                                                 |                                            |                                                | Modifica les dades a Wikidata |
|        | Can Roca                  | Sant Pere de Vilamajor               | masia             |                                                      | 41° 44′ 47″ N, 2° 23′ 53″ E / 41.7463100637482°N,2.39805832034348°E                                                                                       |                                            |                                                | Modifica les dades a Wikidata |
|        | Can Roqueta               | Sant Pere de Vilamajor               | masia             |                                                      | 41° 40′ 37″ N, 2° 23′ 08″ E / 41.6770160258151°N,2.3856331313767°E                                                                                        |                                            |                                                | Modifica les dades a Wikidata |
|        | Can Rosa                  | Sant Pere de Vilamajor               | masia             |                                                      | 41° 41′ 24″ N, 2° 25′ 03″ E / 41.6899904800132°N,2.4175817352265°E                                                                                        |                                            |                                                | Modifica les dades a Wikidata |
|        | Can Safont                | Sant Pere de Vilamajor               | masia             | 15th century                                         | 41° 40′ 37″ N, 2° 22′ 58″ E / 41.6770643978668°N,2.38289345874212°E ca:Veïnat del Bruguer 283 msnm                                                        |                                            | Can Safont (Sant Pere de Vilamajor)            | Modifica les dades a Wikidata |
|        | Can Saltimbanqui          | Sant Pere de Vilamajor               | masia             |                                                      | 41° 41′ 46″ N, 2° 23′ 12″ E / 41.6960452431059°N,2.38679804041912°E                                                                                       |                                            |                                                | Modifica les dades a Wikidata |
|        | Can Santacana             | Sant Pere de Vilamajor               | masia             |                                                      | 41° 42′ 01″ N, 2° 24′ 07″ E / 41.7001421918124°N,2.40193834401905°E                                                                                       |                                            |                                                | Modifica les dades a Wikidata |
|        | Can Sol                   | Sant Pere de Vilamajor               | masia             |                                                      | 41° 40′ 50″ N, 2° 21′ 58″ E / 41.6806666347551°N,2.36623061892137°E                                                                                       |                                            |                                                | Modifica les dades a Wikidata |
|        | Can Solell                | Sant Pere de Vilamajor               | masia             |                                                      | 41° 43′ 59″ N, 2° 23′ 24″ E / 41.733044588668°N,2.38987324731335°E                                                                                        |                                            |                                                | Modifica les dades a Wikidata |
|        | Can Son                   | Sant Pere de Vilamajor               | masia             | 18th century                                         | 41° 40′ 42″ N, 2° 23′ 24″ E / 41.6783810560366°N,2.38994530982455°E ca:Veïnat del Pla, disseminat 279 msnm                                                |                                            | Can Son                                        | Modifica les dades a Wikidata |
|        | Can Sunyer                | Sant Pere de Vilamajor               | masia             | 13rd century                                         | 41° 41′ 18″ N, 2° 23′ 18″ E / 41.688469531551°N,2.38834798122851°E ca:Veïnat del Pla, disseminat.                                                         |                                            |                                                | Modifica les dades a Wikidata |
|        | Can Surell                | Sant Pere de Vilamajor               | masia             | Estil: arquitectura gòtica 16th century              | 41° 43′ 04″ N, 2° 23′ 11″ E / 41.717732°N,2.386463°E ca:Al nord del nucli urbà, passat el veïnat de Canyes                                                | bé cultural d'interès local                | Can Surell (Sant Pere de Vilamajor)            | Modifica les dades a Wikidata |
|        | Can Terrer                | Sant Pere de Vilamajor               | masia             |                                                      | 41° 44′ 02″ N, 2° 23′ 17″ E / 41.733771174118°N,2.3880291705594°E ca:La vall Magna (veïnat de Santa Susanna)                                              |                                            |                                                | Modifica les dades a Wikidata |
|        | Can Torre                 | Sant Pere de Vilamajor               | masia             |                                                      | 41° 40′ 32″ N, 2° 22′ 09″ E / 41.6755493808001°N,2.36928427463244°E                                                                                       |                                            |                                                | Modifica les dades a Wikidata |
|        | Can Tramontet de Dalt     | Sant Pere de Vilamajor               | masia             |                                                      | 41° 40′ 45″ N, 2° 24′ 58″ E / 41.6790658888583°N,2.41601023645319°E                                                                                       |                                            |                                                | Modifica les dades a Wikidata |
|        | Can Venalla               | Sant Pere de Vilamajor               | masia             |                                                      | 41° 45′ 01″ N, 2° 23′ 12″ E / 41.7503756668593°N,2.38678641813077°E                                                                                       |                                            |                                                | Modifica les dades a Wikidata |
|        | Can Vidal del Puig        | Sant Pere de Vilamajor               | masia             |                                                      | 41° 41′ 52″ N, 2° 23′ 12″ E / 41.6978914735277°N,2.38675646662815°E                                                                                       |                                            |                                                | Modifica les dades a Wikidata |
|        | Can Xandela               | Sant Pere de Vilamajor               | masia             | 16th century                                         | 41° 40′ 48″ N, 2° 22′ 11″ E / 41.6798750009965°N,2.36968657909274°E ca:Veïnat del Bruguer                                                                 |                                            |                                                | Modifica les dades a Wikidata |
|        | Mas Forts                 | Sant Pere de Vilamajor               | masia             | 16th century                                         | 41° 43′ 02″ N, 2° 24′ 08″ E / 41.7171035612994°N,2.40214176519064°E ca:Veïnat de Santa Susanna. Urbanització Refugis del Montseny                         |                                            |                                                | Modifica les dades a Wikidata |
|        | Mas Rovira                | Sant Pere de Vilamajor               | masia             | 18th century                                         | 41° 44′ 24″ N, 2° 23′ 18″ E / 41.7401068181144°N,2.38831519804506°E ca:Veïnat de Santa Susanna                                                            |                                            |                                                | Modifica les dades a Wikidata |
|        | Masjoan                   | Sant Pere de Vilamajor               | masia             | Estil: arquitectura popular                          | 41° 44′ 30″ N, 2° 23′ 30″ E / 41.74166111°N,2.39165°E ca:Veïnat de Santa Susanna de Vilamajor 769 msnm                                                    |                                            | Masjoan (Sant Pere de Vilamajor)               | Modifica les dades a Wikidata |
|        | Planes del Cortès         | Sant Pere de Vilamajor               | masia             | Estil: arquitectura popular                          | 41° 44′ 14″ N, 2° 22′ 15″ E / 41.73715°N,2.3709°E ca:El Cortès 1010 msnm                                                                                  | bé integrant del patrimoni cultural català | Les Planes del Cortés (Sant Pere de Vilamajor) | Modifica les dades a Wikidata |
|        | Torre Cervelló            | Sant Pere de Vilamajor               | masia             |                                                      | 41° 41′ 09″ N, 2° 23′ 13″ E / 41.6857865550309°N,2.38687142920352°E                                                                                       |                                            |                                                | Modifica les dades a Wikidata |
|        | Torre Guillera            | Sant Pere de Vilamajor               | masia             | 18th century                                         | 41° 42′ 08″ N, 2° 24′ 28″ E / 41.7020914760923°N,2.40788158357224°E ca:Veïnat del Sot de l'Om                                                             |                                            |                                                | Modifica les dades a Wikidata |
|        | Torre Verdeguer           | Sant Pere de Vilamajor               | masia             |                                                      | 41° 41′ 05″ N, 2° 23′ 07″ E / 41.6846799149072°N,2.38541604371853°E                                                                                       |                                            |                                                | Modifica les dades a Wikidata |
|        | Torre del Bruc            | Sant Pere de Vilamajor               | masia             |                                                      | 41° 40′ 57″ N, 2° 22′ 35″ E / 41.6825872592606°N,2.37649671035721°E                                                                                       |                                            |                                                | Modifica les dades a Wikidata |
|        | Vallmanya                 | Veïnat de Santa Susanna de Vilamajor | masia             | 18th century                                         | 41° 43′ 54″ N, 2° 24′ 01″ E / 41.73167222°N,2.40035833°E ca:Veïnat de Santa Susanna 646 msnm                                                              |                                            | Vallmanya (Sant Pere de Vilamajor)             | Modifica les dades a Wikidata |
|        | Vil·la Maria              | Sant Pere de Vilamajor               | masia             |                                                      | 41° 41′ 00″ N, 2° 23′ 12″ E / 41.6834705004168°N,2.38664109620469°E                                                                                       |                                            |                                                | Modifica les dades a Wikidata |
|        | cal Menut                 | Sant Pere de Vilamajor               | masia             | 16th century                                         | 41° 41′ 02″ N, 2° 23′ 17″ E / 41.683913°N,2.387917°E ca:Carrer de l'Església, 2 305 msnm                                                                  | bé cultural d'interès local                | Cal Menut (Sant Pere de Vilamajor)             | Modifica les dades a Wikidata |
|        | can Brau                  | Sant Pere de Vilamajor               | masia             | Estil: gòtic tardà 16th century                      | 41° 40′ 39″ N, 2° 23′ 44″ E / 41.677506°N,2.39556°E ca:Ctra. de Sant Antoni de Vilamajor 257 msnm                                                         | bé cultural d'interès local                | Can Brau (Sant Pere de Vilamajor)              | Modifica les dades a Wikidata |
|        | can Riba                  | Sant Pere de Vilamajor               | masia             | Estil: arquitectura popular 13rd century             | 41° 41′ 39″ N, 2° 23′ 10″ E / 41.694173°N,2.386061°E ca:Camí de l'Ermita de Sant Elies 328 msnm                                                           | bé cultural d'interès local                | Can Riba (Sant Pere de Vilamajor)              | Modifica les dades a Wikidata |
|        | el Cortès                 | Sant Pere de Vilamajor               | masia             |                                                      | 41° 43′ 51″ N, 2° 22′ 10″ E / 41.73096389°N,2.36954167°E ca:Veïnat de Muntanya                                                                            | bé cultural d'interès local                | El Cortès (Sant Pere de Vilamajor)             | Modifica les dades a Wikidata |
|        | el Forn d'en Ribes        | Sant Pere de Vilamajor               | masia             |                                                      | 41° 41′ 52″ N, 2° 24′ 15″ E / 41.6978025679761°N,2.40409921669946°E                                                                                       |                                            |                                                | Modifica les dades a Wikidata |
|        | el Ginestar               | Sant Pere de Vilamajor               | masia             |                                                      | 41° 44′ 23″ N, 2° 23′ 22″ E / 41.7397884021083°N,2.38941256547767°E                                                                                       |                                            |                                                | Modifica les dades a Wikidata |
|        | el Padró                  | Sant Pere de Vilamajor               | masia             |                                                      | 41° 40′ 57″ N, 2° 23′ 14″ E / 41.6825009866726°N,2.38725105861999°E                                                                                       |                                            |                                                | Modifica les dades a Wikidata |
|        | el Polell                 | Sant Pere de Vilamajor               | masia             |                                                      | 41° 44′ 22″ N, 2° 23′ 31″ E / 41.7394769207626°N,2.39182065988°E ca:Veïnat de Santa Susanna                                                               |                                            |                                                | Modifica les dades a Wikidata |
|        | el Samont                 | Sant Pere de Vilamajor               | masia             | Estil: arquitectura popular                          | 41° 45′ 12″ N, 2° 22′ 53″ E / 41.75323056°N,2.38151389°E ca:Veïnat de Santa Susanna 725 msnm                                                              | bé cultural d'interès local                | El Samont (Sant Pere de Vilamajor)             | Modifica les dades a Wikidata |
|        | el Saüc                   | Sant Pere de Vilamajor               | masia             | 18th century                                         | 41° 44′ 41″ N, 2° 23′ 26″ E / 41.7446222399072°N,2.39055741048024°E ca:Veïnat de Santa Susanna                                                            |                                            |                                                | Modifica les dades a Wikidata |
|        | el Vilar                  | Sant Pere de Vilamajor               | masia             |                                                      | 41° 41′ 40″ N, 2° 24′ 16″ E / 41.6945520989982°N,2.40430948078719°E ca:Veïnat del Sot de l'Om                                                             |                                            |                                                | Modifica les dades a Wikidata |
|        | el Vilaró                 | Sant Pere de Vilamajor               | masia             |                                                      | 41° 44′ 54″ N, 2° 22′ 55″ E / 41.7484405044749°N,2.38199387852633°E 770 msnm                                                                              |                                            |                                                | Modifica les dades a Wikidata |
|        | la Cogulla                | Sant Pere de Vilamajor               | masia             |                                                      | 41° 45′ 08″ N, 2° 23′ 18″ E / 41.7522843818114°N,2.3883319057022°E ca:Veïnat de Santa Susanna                                                             |                                            |                                                | Modifica les dades a Wikidata |
|        | la Plana                  | Sant Pere de Vilamajor               | masia             |                                                      | 41° 40′ 36″ N, 2° 22′ 44″ E / 41.6765930999718°N,2.37900542438801°E                                                                                       |                                            |                                                | Modifica les dades a Wikidata |
|        | la Roureda                | Sant Pere de Vilamajor               | masia             |                                                      | 41° 40′ 41″ N, 2° 22′ 20″ E / 41.678033333333°N,2.3723388888889°E ca:Veïnat del Bruguer 303 msnm                                                          | bé cultural d'interès local                |                                                | Modifica les dades a Wikidata |

## molí d'aigua
| imatge | Nom                          | Ubicat a               | instància de       | Detalls                                  | coordenades | Protecció                   | Commons (més fotos)                   | Dades a WD                    |
| ------ | ---------------------------- | ---------------------- | ------------------ | ---------------------------------------- | --- | --------------------------- | ------------------------------------- | ----------------------------- |
|        | Molí de Can Parere de Canyes | Sant Pere de Vilamajor | molí d'aigua       | Estil: arquitectura popular              | 41° 42′ 35″ N, 2° 23′ 01″ E / 41.709724°N,2.383566°E ca:Veïnat de Canyes                                                                | bé cultural d'interès local |                                       | Modifica les dades a Wikidata |
|        | Molí de Dalt                 | Sant Pere de Vilamajor | molí d'aigua       | Estil: arquitectura popular 13rd century | 41° 41′ 16″ N, 2° 23′ 18″ E / 41.687798°N,2.38821°E ca:Veïnat del Pla. Parc de Ferran Gomà s/n, 08458, Sant Pere de Vilamajor. 302 msnm | bé cultural d'interès local | Molí de Dalt (Sant Pere de Vilamajor) | Modifica les dades a Wikidata |
|        | molí de Baix                 | Sant Pere de Vilamajor | molí d'aigua masia |                                          | 41° 40′ 56″ N, 2° 23′ 23″ E / 41.682173°N,2.389815°E ca:Al sud del nucli de la vila 285 msnm                                            | bé cultural d'interès local | Molí de Baix (Sant Pere de Vilamajor) | Modifica les dades a Wikidata |

## muntanya
| imatge | Nom                 | Ubicat a                                   | instància de | Detalls | coordenades                                                                        | Protecció | Commons (més fotos) | Dades a WD                    |
| ------ | ------------------- | ------------------------------------------ | ------------ | ------- | ---------------------------------------------------------------------------------- | --------- | ------------------- | ----------------------------- |
|        | Turó d'en Cuc       | Tagamanent Sant Pere de Vilamajor Montseny | muntanya     |         | 41° 44′ 47″ N, 2° 21′ 04″ E / 41.7463°N,2.35118°E 1236.8 msnm                      |           |                     | Modifica les dades a Wikidata |
|        | Turó de Sant Elies  | Sant Pere de Vilamajor                     | muntanya     |         | 41° 43′ 48″ N, 2° 22′ 47″ E / 41.730059°N,2.379688°E ca:Sant Elies 998.9 msnm      |           | Turó de Sant Elies  | Modifica les dades a Wikidata |
|        | Turó del Prat Fondo | Sant Pere de Vilamajor                     | muntanya     |         | 41° 44′ 28″ N, 2° 22′ 19″ E / 41.741°N,2.37188889°E 1165.9 msnm                    |           |                     | Modifica les dades a Wikidata |
|        | Turó del Samont     | Sant Pere de Vilamajor                     | muntanya     |         | 41° 44′ 34″ N, 2° 21′ 56″ E / 41.742676°N,2.365525°E 1273 msnm                     |           | Turó del Samont     | Modifica les dades a Wikidata |
|        | la Cuassa           | Sant Pere de Vilamajor Cànoves i Samalús   | muntanya     |         | 41° 43′ 19″ N, 2° 21′ 42″ E / 41.72204°N,2.361798°E serra de Palestrins 967.1 msnm |           | La Cuassa           | Modifica les dades a Wikidata |
|        | turó de la Cova     | Sant Pere de Vilamajor                     | muntanya     |         | 41° 44′ 22″ N, 2° 22′ 33″ E / 41.7394°N,2.37597°E ca:La Cova 1101.3 msnm           |           |                     | Modifica les dades a Wikidata |
|        | turó de la Moixa    | Sant Pere de Vilamajor                     | muntanya     |         | 41° 44′ 29″ N, 2° 21′ 14″ E / 41.7413°N,2.35376°E 1187 msnm                        |           |                     | Modifica les dades a Wikidata |

## nucli d'entitat singular de població
| imatge | Nom          | Ubicat a                                           | instància de                         | Detalls | coordenades                                                       | Protecció | Commons (més fotos) | Dades a WD                    |
| ------ | ------------ | -------------------------------------------------- | ------------------------------------ | ------- | ----------------------------------------------------------------- | --------- | ------------------- | ----------------------------- |
|        | Vallserena   | Sant Pere de Vilamajor Boscassos i Vallserena, els | nucli d'entitat singular de població | 488 hab | 41° 41′ 24″ N, 2° 24′ 25″ E / 41.69001944°N,2.40701667°E 313 msnm |           |                     | Modifica les dades a Wikidata |
|        | les Pungoles | Sant Pere de Vilamajor el Bruguer                  | nucli d'entitat singular de població | 143 hab | 41° 40′ 10″ N, 2° 22′ 11″ E / 41.66937°N,2.369807°E 285 msnm      |           |                     | Modifica les dades a Wikidata |

## nucli de població
| imatge | Nom                                  | Ubicat a                                           | instància de                                           | Detalls  | coordenades                                                                  | Protecció | Commons (més fotos) | Dades a WD                    |
| ------ | ------------------------------------ | -------------------------------------------------- | ------------------------------------------------------ | -------- | ---------------------------------------------------------------------------- | --------- | ------------------- | ----------------------------- |
|        | Can Derrocada                        | Sant Pere de Vilamajor el Pla                      | nucli de població nucli d'entitat singular de població | 294 hab  | 41° 40′ 50″ N, 2° 23′ 53″ E / 41.680683398818°N,2.3981441523082°E 267 msnm   |           |                     | Modifica les dades a Wikidata |
|        | Can Miret                            | el Bruguer Sant Pere de Vilamajor                  | nucli de població nucli d'entitat singular de població | 35 hab   | 41° 40′ 05″ N, 2° 22′ 36″ E / 41.6679305°N,2.37662903°E 267 msnm             |           |                     | Modifica les dades a Wikidata |
|        | Can Ram                              | Boscassos i Vallserena, els Sant Pere de Vilamajor | nucli de població nucli d'entitat singular de població | 499 hab  | 41° 40′ 51″ N, 2° 25′ 20″ E / 41.68077789°N,2.42216066°E 286 msnm            |           |                     | Modifica les dades a Wikidata |
|        | Can Sebastianet                      | el Bruguer Sant Pere de Vilamajor                  | nucli de població nucli d'entitat singular de població | 0 hab    | 41° 40′ 46″ N, 2° 22′ 25″ E / 41.67952297°N,2.37364769°E 313.354 msnm        |           |                     | Modifica les dades a Wikidata |
|        | Can Vila                             | Boscassos i Vallserena, els Sant Pere de Vilamajor | nucli de població nucli d'entitat singular de població | 1022 hab | 41° 40′ 39″ N, 2° 24′ 37″ E / 41.67756459°N,2.41016335°E 262 msnm            |           |                     | Modifica les dades a Wikidata |
|        | Veïnat de Santa Susanna de Vilamajor | Sant Pere de Vilamajor                             | nucli de població                                      |          | 41° 44′ 31″ N, 2° 23′ 33″ E / 41.74202778°N,2.39263611°E                     |           |                     | Modifica les dades a Wikidata |
|        | els Refugis del Montseny             | Sant Pere de Vilamajor veïnat de Canyes            | nucli de població nucli d'entitat singular de població | 69 hab   | 41° 43′ 17″ N, 2° 23′ 51″ E / 41.7213301944999°N,2.39741387711286°E 533 msnm |           |                     | Modifica les dades a Wikidata |
|        | les Faldes del Montseny              | Sant Pere de Vilamajor el Bruguer                  | nucli de població nucli d'entitat singular de població | 1289 hab | 41° 41′ 16″ N, 2° 21′ 59″ E / 41.6879°N,2.36632°E 356 msnm                   |           |                     | Modifica les dades a Wikidata |

## pont
| imatge | Nom                    | Ubicat a               | instància de | Detalls                       | coordenades                                                                                        | Protecció                   | Commons (més fotos)    | Dades a WD                    |
| ------ | ---------------------- | ---------------------- | ------------ | ----------------------------- | -------------------------------------------------------------------------------------------------- | --------------------------- | ---------------------- | ----------------------------- |
|        | Pont Vell de Vilamajor | Sant Pere de Vilamajor | pont         | Estil: arquitectura popular   | 41° 41′ 01″ N, 2° 23′ 22″ E / 41.68371°N,2.38936°E ca:Nucli urbà de Sant Pere de Vilamajor.        | bé cultural d'interès local | Pont Vell de Vilamajor | Modifica les dades a Wikidata |
|        | Pont de can Duran      | Sant Pere de Vilamajor | pont         | 1939 Estat: bon estat         | 41° 41′ 05″ N, 2° 23′ 19″ E / 41.68485°N,2.38866°E ca:Can Duran 291 msnm                           |                             |                        | Modifica les dades a Wikidata |
|        | Pont de can Gras       | Sant Pere de Vilamajor | pont         | 20th century Estat: bon estat | 41° 41′ 50″ N, 2° 23′ 07″ E / 41.69719°N,2.38535°E ca:Can Gras d'Avall (veïnat de Canyes) 341 msnm |                             |                        | Modifica les dades a Wikidata |

## serra
| imatge | Nom                 | Ubicat a                                 | instància de | Detalls | coordenades                                                        | Protecció | Commons (més fotos) | Dades a WD                    |
| ------ | ------------------- | ---------------------------------------- | ------------ | ------- | ------------------------------------------------------------------ | --------- | ------------------- | ----------------------------- |
|        | Serra Llarga        | Sant Pere de Vilamajor                   | serra        |         | 41° 42′ 23″ N, 2° 23′ 43″ E / 41.70636111°N,2.39525°E 468.6 msnm   |           |                     | Modifica les dades a Wikidata |
|        | serra de Palestrins | Cànoves i Samalús Sant Pere de Vilamajor | serra        |         | 41° 44′ 09″ N, 2° 21′ 37″ E / 41.73593333°N,2.36033889°E 1062 msnm |           | Serra de Palestrins | Modifica les dades a Wikidata |

## vèrtex geodèsic
| imatge | Nom       | Ubicat a               | instància de    | Detalls   | coordenades                                                        | Protecció | Commons (més fotos) | Dades a WD                    |
| ------ | --------- | ---------------------- | --------------- | --------- | ------------------------------------------------------------------ | --------- | ------------------- | ----------------------------- |
|        | Pi Novell | Sant Pere de Vilamajor | vèrtex geodèsic | Alt: 1.2m | 41° 44′ 34″ N, 2° 21′ 56″ E / 41.742653°N,2.365466°E 1272.502 msnm |           |                     | Modifica les dades a Wikidata |
|        | Vilar     | Sant Pere de Vilamajor | vèrtex geodèsic |           | 41° 41′ 08″ N, 2° 25′ 02″ E / 41.685656°N,2.417117°E 321.421 msnm  |           |                     | Modifica les dades a Wikidata |

## Misc
| imatge | Nom                                         | Ubicat a                                                              | instància de      | Detalls                                   | coordenades | Protecció                                            | Commons (més fotos)               | Dades a WD                    |
| ------ | ------------------------------------------- | --------------------------------------------------------------------- | ----------------- | ----------------------------------------- | --- | ---------------------------------------------------- | --------------------------------- | ----------------------------- |
|        | La Força de Vilamajor                       | Sant Pere de Vilamajor                                                | castell           | Estil: arquitectura romànica              | 41° 41′ 03″ N, 2° 23′ 17″ E / 41.684228°N,2.388011°E ca:Nucli antic de La Força                                                                       | bé d'interès cultural bé cultural d'interès nacional | La Força de Vilamajor             | Modifica les dades a Wikidata |
|        | Muralles                                    | Sant Pere de Vilamajor                                                | muralla urbana    |                                           | 41° 41′ 02″ N, 2° 23′ 18″ E / 41.684011°N,2.388337°E ca:Recinte de la Força                                                                           | bé cultural d'interès local                          | Muralles (Sant Pere de Vilamajor) | Modifica les dades a Wikidata |
|        | Pedrera de Can Planell                      | Sant Pere de Vilamajor                                                | pedrera           |                                           | 41° 42′ 53″ N, 2° 22′ 59″ E / 41.7147416813497°N,2.38301403025225°E                                                                                   |                                                      |                                   | Modifica les dades a Wikidata |
|        | Pla de la Calma                             | Tagamanent Sant Pere de Vilamajor Montseny Cànoves i Samalús el Brull | plana altiplà     |                                           | 41° 45′ 44″ N, 2° 20′ 01″ E / 41.7623°N,2.3335°E |                                                      | Pla de la Calma                   | Modifica les dades a Wikidata |
|        | Torre Roja                                  | Sant Pere de Vilamajor                                                | torre de defensa  | 11st century                              | 41° 41′ 02″ N, 2° 23′ 17″ E / 41.6839380368686°N,2.38817462327364°E ca:Església de Sant Pere. Plaça de l'Església s/n, 08458, Sant Pere de Vilamajor. |                                                      |                                   | Modifica les dades a Wikidata |
|        | can Vila                                    | Sant Pere de Vilamajor                                                | casa forta        | 17th century                              | 41° 41′ 04″ N, 2° 23′ 15″ E / 41.684411°N,2.387536°E ca:Ptge. de Parera de Canyes, 1 308 msnm                                                         | bé cultural d'interès local                          | Can Vila (Sant Pere de Vilamajor) | Modifica les dades a Wikidata |
|        | casa consistorial de Sant Pere de Vilamajor | Sant Pere de Vilamajor                                                | casa consistorial |                                           | 41° 41′ 06″ N, 2° 23′ 27″ E / 41.6850155°N,2.3907416°E                                                                                                |                                                      |                                   | Modifica les dades a Wikidata |
|        | corral d'en Perera                          | Sant Pere de Vilamajor                                                | cabana            | 18th century                              | 41° 42′ 53″ N, 2° 22′ 21″ E / 41.7147302865596°N,2.37259184462439°E ca:Veïnat de Canyes                                                               |                                                      |                                   | Modifica les dades a Wikidata |
|        | font Fresca del Samont                      | Sant Pere de Vilamajor                                                | font              |                                           | 41° 44′ 55″ N, 2° 22′ 39″ E / 41.748684°N,2.377541°E 755 msnm                                                                                         |                                                      | Font Fresca del Samont            | Modifica les dades a Wikidata |
|        | la Cova                                     | Sant Pere de Vilamajor                                                | cova              |                                           | 41° 44′ 23″ N, 2° 22′ 33″ E / 41.7398505534173°N,2.37583486369122°E                                                                                   |                                                      |                                   | Modifica les dades a Wikidata |
|        | la Tordera                                  | Selva Vallès Oriental Maresme                                         | curs d'aigua      | Desemboca: mar Mediterrània Llarg: 61.5km | 41° 48′ 13″ N, 2° 25′ 05″ E / 41.803521°N,2.418014°E 41° 39′ 03″ N, 2° 46′ 39″ E / 41.650939°N,2.777482°E                                             |                                                      | Tordera River                     | Modifica les dades a Wikidata |